# كنيس بحمدون
كنيس بحمدون هو الكنيس اليهودي في بحمدون (قضاء عاليه, لبنان) سنة 1922. كان واحد من أكبر اربع معابد يهوديه في لبنان ولسا هيكله موجود بالرغم من هجر المبنى.